# الآن أنت تراني
الآن أنت تراني (بالإنجليزية: Now You See Me)‏ فيلم إثارة أمريكي من بطولة جيسي آدم آيزينبيرغ وإخراج لويس ليترير طرح في دور العرض يوم 31 ماي 2013 

## القصة
تدور أحداث فيلم الآن أنت تراني (بالإنجليزية: Now You See Me)‏ حول نخبة من عملاء FBI تقوم بالتحري ومطاردة فريق الفرسان الأربعة(بالإنجليزية: Four magicians)‏ — دانيال أطلس (الممثل جيسي آدم آيزينبيرغ)، ميريت ماكيني (الممثل وودي هارلسون)، هينلي ريفز (الممثلة آيسلا فيشر)، جاك وايلدر (الممثل ديف فرانكو)— التي تقوم بسلسله من عمليات السطو ضد رجال الأعمال فاسدين، وذلك أثناء تقديم عروضهم السحرية، بعالم نخبة فريق المباحث الفيدرالية في لعبة القط والفار ضد الفرسان الأربعة، وهو فريق خارق من أعظم خبراء الخدع السحرية في العالم.

## الممثلون والشخصيات
- جيسي آدم آيزينبيرغ بدور دانيال أطلس
- مارك روفالو في دور ديلان رودس
- وودي هارلسون في دور ميريت ماكيني
- ميلاني لوران في دور ألما فارغاس
- آيسلا فيشر في دور هينلي ريفز
- ديف فرانكو في دور جاك وايلدر
- مايكل كين في دور آرثر تريسلر
- مورغان فريمان في دور تداوس برادلي
- مايكل ج. كيلي وكيل وفولر
- كونان أوبراين بشخصيته

## روابط خارجية
- الآن أنت تراني على موقع IMDb (الإنجليزية)
- الآن أنت تراني على موقع ميتاكريتيك (الإنجليزية)
- الآن أنت تراني على موقع روتن توميتوز (الإنجليزية)
- الآن أنت تراني على موقع نتفليكس (الإنجليزية)
- الآن أنت تراني على موقع قاعدة بيانات الأفلام العربية
- الآن أنت تراني على موقع ألو سيني (الفرنسية)
- الآن أنت تراني على موقع Turner Classic Movies (الإنجليزية)
- الآن أنت تراني على موقع أول موفي (الإنجليزية)
- الآن أنت تراني على موقع بوكس أوفيس موجو (الإنجليزية)
- الآن أنت تراني على موقع فيلمافينيتي (الإسبانية)